# Port lotniczy Antonio Nariño
Port lotniczy Antonio Nariño (IATA: PSO, ICAO: SKPS) – port lotniczy położony w Pasto, w departamencie Nariño, w Kolumbii.